# Fabrício Simões
Fabrício Santos Simões (Cachoeiro de Itapemirim, 26 dicembre 1984) è un calciatore brasiliano, attaccante dell'Alcochetense.

## Carriera
Ha giocato nella massima serie dei campionati portoghese, angolano e cipriota.

## Palmarès

### Club

#### Competizioni nazionali
- Segunda Liga: 1

Estoril Praia: 2011-2012

### Individuale
- Capocannoniere della Coppa di Lega portoghese: 1

2012-2013 (5 reti)